# 西部魂
『西部魂』（せいぶだましい、Western Union）は1941年のアメリカ合衆国の西部劇映画。監督はフリッツ・ラング、出演はロバート・ヤング、ランドルフ・スコット、ディーン・ジャガーなど。
ゼイン・グレイの小説『Western Union』を原作とし、西部開拓時代を舞台にウエスタン・ユニオン電信会社による大陸横断通信網の敷設工事をアメリカ先住民の襲撃やアウトローとの戦いを交えて描いている。

## キャスト
- リチャード・ブレイク: ロバート・ヤング（英語版）
- ヴァンス・ショウ: ランドルフ・スコット
- エドワード・クレイトン（英語版）: ディーン・ジャガー
- スー・クレイトン: ヴァージニア・ギルモア
- ドク・マードック: ジョン・キャラダイン
- クッキー: スリム・サマーヴィル（英語版）
- ホーマー・ケトル: チル・ウィルス
- ジャック・スレイド: バートン・マクレーン（英語版）

## 作品の評価
映画評論家のボズレー・クラウザーはニューヨーク・タイムズ紙において本作を「スクリーン・エンターテインメント超大作」「これまでに観た中で最高のカラー映画の1つ」と評するとともに、俳優らの演技を称賛している。
Rotten Tomatoesによれば、5件の評論のうち高評価は80%にあたる4件で、平均点は10点満点中6.6点となっている。